# Măsura unui bărbat (Star Trek: Generația următoare)
"The Measure of a Man" este un episod din al doilea sezon al serialul științifico-fantastic „Star Trek: Generația următoare”. Scenariul este scris de Melinda M. Snodgrass; regizor este Robert Scheerer. A avut premiera la 13 februarie 1989 .

## Prezentare
Atunci când Data refuză ordinele de a fi dezmembrat în scopuri de cercetare, este convocată o audiere pentru a determina dacă acesta poate fi considerat cetățean cu drepturi depline sau este proprietatea Federației. Episodul o are ca actriță invitată pe Amanda McBroom în rolul procurorului Philippa Louvois.

## Vezi și
- 1989 în științifico-fantastic